# Приятели за вечеря
„Приятели за вечеря“ е български игрален филм (комедия) от 1980 година на режисьора Яким Якимов, по сценарий на Любомир Янов. Оператор е Иван Велчев. Музиката във филма е композирана от Александър Бръзицов.

## Сюжет
Пепи (Иван Григоров) иска да провери каква е силата на старото приятелство. Наближава полунощ и той телефонира на петима свои приятели от детството, с покана за среща у дома. Някои от тях го ругаят, други обещават да дойдат, трети се радват. Накрая всички се събират на импровизирана вечеря и тайните и проблемите им излизат един по един...

## Актьорски състав
| Изпълнител                        | Роля                                                               |
| --------------------------------- | ------------------------------------------------------------------ |
| Иван Кондов                       | съседът                                                            |
| Светослав Пеев                    | Андрей Петров, служител от външното министерство и приятел на Нели |
| Иван Григоров                     | Пепи Желев, братът на Нели и съпруг на Ели                         |
| Виолета Донева                    | Мария Тодорова -Марето, съпругата на Иван                          |
| Петър Петров                      | инж. Христо Радоев -Хицата                                         |
| Борис Велков                      | старшина Велков, милиционерът                                      |
| Веселин Вълков                    | пияницата Гульо, шофьор                                            |
| Николай Калчев                    | Стефан                                                             |
| Банко Банков                      | доцент Иван Тодоров, съпругът на Мария                             |
| Мария Каварджикова                | Нели, сестрата на Пепи и приятелката на Андрей                     |
| Анета Сотирова                    | Ели Желева, съпругата на Пепи                                      |
| В епизодите:                      |                                                                    |
| Петър Гетов (като П. Гетов)       |                                                                    |
| Георги Елкин (като Г. Елкин)      |                                                                    |
| Л. Ценов                          |                                                                    |
| Мария Дишлиева (като М. Дишлиева) |                                                                    |